# Inventário Florestal Nacional Suiço
O Inventário Florestal Nacional Suíço (IFN) regista o estado da floresta suíça, bem como as suas alterações e evolução. O inventário baseia-se numa rede de amostras sistemática que cobre toda a Suíça. Os dados levantados dizem respeito às características das árvores e povoamentos florestais nas parcelas de amostras, assim como aos dados recolhidos através de inquéritos realizados nos serviços florestais locais. O IFN publica resultados relativos à área florestal, à quantidade de árvores presentes, ao volume de madeira, ao crescimento, ao uso e à diversidade biológica. O inventário foi pela primeira vez realizado em 1983-85 (IFN1), seguindo-se o inventário de 1993-1995 (IFN2) e o de 2004-2006 (IFN3). Desde 2009 que o inventário se realiza de forma contínua durante um período de 9 anos (IFN4, 2009-217). Em 2018 começa o IFN5.
O IFN é conduzido pelo Instituto Federal de Investigação da Floresta, Neve e Paisagem (WSL) em colaboração com o Serviço Federal para o Meio Ambiente (BAFU alemão, OFEV francês, UFAM italiano). O WSL é responsável pela planificação e levantamento de dados, assim como pela sua análise e interpretação científica, enquanto que o Serviço Federal se ocupa da interpretação dos dados em termos de política florestal.